# Las conversaciones privadas de Hitler

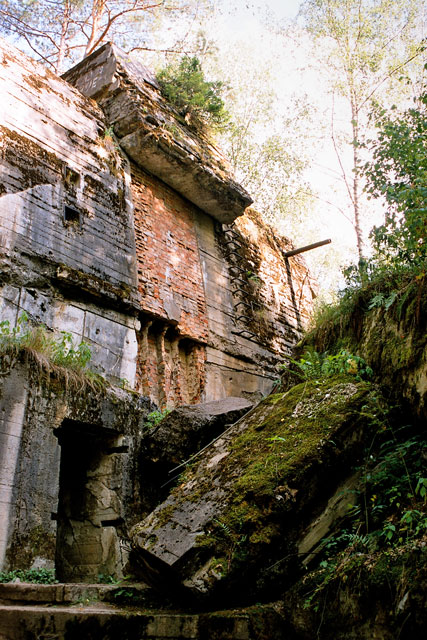
Hitler pronunció la mayoría de los monólogos de Las conversaciones privadas en Wolfsschanze (en la imagen) y en Werwolf.

«Las conversaciones privadas de Hitler» (en alemán: Tischgespräche im Führerhauptquartier, en francés: Libres propos d'Adolf Hitler, en inglés: Hitler's Table Talk) es el título dado a una serie de monólogos de la Segunda Guerra Mundial pronunciados por Adolf Hitler, transcritos entre 1941 y 1944. Las declaraciones de Hitler fueron registradas por Heinrich Heim, Henry Picker y Martin Bormann y posteriormente publicadas por diferentes editores con diferentes títulos en tres idiomas diferentes.
Martin Bormann, que se desempeñaba como secretario privado de Hitler, lo persuadió para que permitiera que un equipo de oficiales especialmente seleccionados registraran taquigráficamente sus conversaciones privadas para la posteridad. Las primeras notas fueron tomadas por el abogado Heinrich Heim, desde el 5 de julio de 1941 hasta mediados de marzo de 1942. En su lugar, Henry Picker tomó notas desde el 21 de marzo de 1942 hasta el 2 de agosto de 1942, después de lo cual Heinrich Heim y Martin Bormann continuaron agregando material de forma intermitente hasta 1944.
Las conversaciones se grabaron en los Cuarteles Generales del Führer en compañía del círculo íntimo de Hitler. Las conversaciones abordan la guerra y los asuntos exteriores, pero también las actitudes de Hitler sobre la religión, la cultura, la filosofía, sus aspiraciones personales y los sentimientos hacia sus enemigos y amigos.
La edición en español, Las conversaciones privadas de Hitler, se basó en la edición inglesa de Hugh Trevor-Roper. Fue traducida por Alfredo Nieto, Alberto Vilá, Renato Lavergne y Alberto Clavería y publicada en 2004.

## Historia
La historia del documento es relativamente compleja, ya que participaron numerosas personas que trabajaron en diferentes momentos y recopilaron diferentes partes del trabajo. Este esfuerzo generó dos documentos distintos, que fueron traducidos a varios idiomas y cubrieron en algunos casos marcos de tiempo que no se superponen debido a problemas legales y de derechos de autor en curso.
Todas las ediciones y traducciones se basan en los dos libros de apuntes originalmente en alemán, uno de Henry Picker y otro basado en un documento más completo de Martin Bormann (a menudo denominado Bormann-Vermerke). Henry Picker fue el primero en publicar las Conversaciones privadas, y lo hizo en 1951 en el alemán original. A este le siguió la traducción francesa en 1952 de François Genoud, un financiero suizo y principal benefactor de la diáspora nazi. La edición en inglés apareció en 1953, traducida por R. H. Stevens y Norman Cameron y publicada con una introducción del historiador Hugh Trevor-Roper. Tanto la traducción al francés como al inglés presuntamente se basaron en el manuscrito Bormann-Vermerke, mientras que el volumen de Picker se basó en sus notas originales, así como en las notas que adquirió directamente de Heinrich Heim (que abarcan desde el 5 de julio de 1941 hasta marzo de 1942). El contenido alemán original de Bormann-Vermerke no fue publicado hasta 1980 por el historiador Werner Jochmann. Sin embargo, la edición de Jochmann no es completa, ya que carece de las 100 entradas realizadas por Picker entre el 12 de marzo y el 1 de septiembre de 1942. Tanto los manuscritos originales de Heim como los de Picker parecen haberse perdido y se desconoce su paradero.
Albert Speer, quien fue ministro de Armamento de la Alemania nazi, confirmó la autenticidad de la edición alemana de Picker en sus Diarios de Spandau. Speer señaló que Hitler hablaba a menudo extensamente sobre sus temas favoritos mientras que los invitados a la cena se reducían a oyentes silenciosos. En presencia de sus «superiores por nacimiento y educación», Hitler hacía un esfuerzo sincero por «presentar sus pensamientos de la manera más impresionante posible».
Según el historiador Max Domarus, Hitler insistió en el silencio absoluto cuando pronunció sus monólogos. A nadie se le permitió interrumpirlo ni contradecirlo. Magda Goebbels informó a Galeazzo Ciano: «¡Siempre es Hitler quien habla! Puede ser el Führer tanto como quiera, pero siempre se repite y aburre a sus invitados». Ian Kershaw informa:
Algunos de los invitados, entre ellos Goebbels, Göring y Speer, eran habituales. Otros eran recién llegados o rara vez fueron invitados. A menudo se hablaba de asuntos mundiales. Pero Hitler adaptaba la discusión a los presentes. Tuvo cuidado en lo que dijo. Se propuso conscientemente impresionar a sus invitados con su opinión, quizás a veces para evaluar su reacción. A veces dominaba la «conversación» con un monólogo. En otras ocasiones, se contentaba con escuchar mientras Goebbels peleaba con otro invitado, o se desarrollaba una discusión más general. A veces, la charla en la mesa era interesante. Los nuevos invitados podrían encontrar la ocasión emocionante y los comentarios de Hitler, una «revelación». Frau Below, esposa del nuevo edecán de la Luftwaffe, encontró el ambiente y la compañía de Hitler estimulantes al principio y quedó muy impresionada por su conocimiento de la historia y el arte. Pero para el personal de la casa que lo había oído todo muchas veces, la comida del mediodía era a menudo un asunto tedioso.
Después de la guerra, Albert Speer se refirió a las charlas de mesa como «tonterías divagantes», y agregó:
[Hitler] era ese tipo clásico alemán conocido como Besserwisser, el sabelotodo. Su mente estaba abarrotada de información menor y desinformación sobre todo. Creo que una de las razones por las que reunió a tantos lacayos a su alrededor fue que su instinto le decía que las personas de primera clase no podían soportar las efusiones.

## Controversias
Aunque los monólogos de Las conversaciones privadas generalmente se consideran auténticos, siguen existiendo cuestiones polémicas sobre aspectos de las obras publicadas. Estos incluyen la confiabilidad de declaraciones traducidas particulares dentro de las ediciones en francés e inglés, preguntas sobre la manera en que Martin Bormann pudo haber editado sus notas y disputas sobre qué edición es más confiable. François Genoud negó las afirmaciones de que había insertado palabras en el manuscrito alemán original, señalando que estaba mecanografiado a máquina aparte de las adiciones escritas a mano por Bormann y, por lo tanto, tales inserciones no habrían sido posibles.
Richard Evans expresa cautela al usar la edición en inglés, describiéndola como «defectuosa (y en ningún sentido ‹oficial›)» y agregando que era necesario compararla con la edición alemana de 1980 para asegurarse de que fuera precisa antes de ser utilizada. Ian Kershaw también señala que la edición en inglés es imperfecta, con tendencia a omitir palabras, omitir líneas o incluir frases que no se encuentran en el texto alemán. Preferiblemente utiliza las fuentes originales alemanas, y aconseja «la debida precaución» al utilizar las traducciones al inglés.
En 2016, el historiador Mikael Nilsson argumentó que Trevor-Roper no reveló problemas de origen crítico, incluida la evidencia de que partes significativas de la traducción al inglés se tradujeron directamente de la edición francesa de Genoud y no del original alemán Bormann-Vermerke (como afirma Trevor-Roper en su prefacio). Nilsson sostiene que probablemente Trevor-Roper conocía esta información porque en el contrato de publicación se establecía que «la traducción al inglés se hará sobre la base de la versión francesa de François Genoud». Nilsson concluye que «el proceso de traducción fue muy dudoso; la historia del manuscrito desde la concepción hasta la publicación es misteriosa en el mejor de los casos, y es imposible estar seguro de que la mayoría de las entradas sean de hecho auténticas (es decir, declaraciones reales de Hitler a diferencia de las cosas que podría haber dicho)». Por esta razón, Nilsson argumenta que Hitler no debería figurar como su autor porque no está claro «cuánto son las palabras de Hitler tal como fueron pronunciadas, y cuánto es producto del posterior proceso de recolección y edición».

### Comentarios de Hitler sobre la religión
Las conversaciones privadas revelan que Hitler continuó deseando formar una Iglesia Nacional del Reich alemán durante algún tiempo después de 1937, intento que en gran parte había resultado infructuoso. Esto estaba en línea con su política anterior de unir a todas las iglesias protestantes para que transmitieran las nuevas doctrinas raciales y nacionalistas del régimen y actuaran como una fuerza unificadora en lugar de divisiva en Alemania. En 1940, Hitler había abandonado incluso la idea sincretista de un «cristianismo positivo» (es decir, un cristianismo sin elementos judíos). Según Thomas Childers, después de 1938, Hitler comenzó a apoyar públicamente una versión nazificada de la ciencia (particularmente el darwinismo social) en el centro de la ideología nazi en lugar de una ideología religiosa; un desarrollo que se refleja en sus comentarios cada vez más hostiles hacia la religión en Las conversaciones privadas. El historiador Richard Weikart caracterizó la creencia de Hitler en «la ética evolutiva como la expresión de la voluntad de Dios», quien habitualmente «equiparó las leyes de la naturaleza y la voluntad de la Providencia».
En Las conversaciones privadas, Hitler alabó Contra los galileos de Juliano el Apóstata, un tratado anticristiano de 362. En la entrada con fecha 21 de octubre de 1941, Hitler declaró:
Cuando uno piensa en las opiniones sostenidas sobre el cristianismo por nuestras mejores mentes hace cien, doscientos años, uno se avergüenza de darse cuenta de lo poco que hemos evolucionado desde entonces. No sabía que Juliano el Apóstata había juzgado con tanta claridad el cristianismo y los cristianos [...] el Galileo, que más tarde se llamaron el Cristo, pretendía algo muy diferente. Debe ser considerado como un líder popular que tomó su posición contra los judíos [...] y es seguro que Jesús no era judío. Los judíos, por cierto, lo consideraban el hijo de una prostituta, de una prostituta y de un soldado romano. La falsificación decisiva de la doctrina de Jesús fue obra de San Pablo [...] Pablo de Tarso (se llamaba Saulo, antes del camino a Damasco) fue uno de los que más salvajemente persiguió a Jesús.
Entre los comentarios que no han sido cuestionados se incluye «el cristianismo es el prototipo del bolchevismo: la movillización por parte de los judíos de las masas de esclavos con el objetivo de socavar la sociedad». Las conversaciones privadas también atribuyen a Hitler una confianza en la ciencia sobre la religión: «La ciencia no puede mentir, porque siempre se esfuerza, según el estado momentáneo del conocimiento, por deducir lo que es verdad. Cuando comete un error, lo hace de buena fe. El mentiroso es el cristianismo». Sin embargo, Hitler insistió: «No queremos educar a nadie en el ateísmo». De los Diez Mandamientos del Antiguo Testamento, Hitler afirma su creencia de que «son un código de vida al que no hay refutación. Estos preceptos corresponden a necesidades irrefutables del alma humana; están inspirados en el mejor espíritu religioso, y las Iglesias aquí se sostienen sobre una base sólida».

#### Puntos de vista revisionistas
En 2003, surgieron dos desafíos a esta opinión consensuada. Uno fue de Richard Steigmann-Gall como parte de su tesis más amplia de que «los líderes nazis de hecho se consideraban cristianos» o al menos entendían su movimiento «dentro de un marco de referencia cristiano». Argumenta que varios pasajes de Las conversaciones privadas revelan que Hitler tenía un apego directo al cristianismo, que era un gran admirador de Jesús y «no dio ninguna indicación de que ahora era agnóstico o ateo», una cosmovisión por la que Hitler continuó denigrando a la Unión Soviética por promoverla. Steigmann-Gall sostiene que la «visión del cristianismo de Hitler está cargada de tensión y ambigüedad» y que Las conversaciones privadas muestran una «ruptura inconfundible» de Hitler con sus puntos de vista religiosos anteriores, que caracteriza como cristiano. Atribuye esto a la ira de Hitler por su incapacidad de ejercer control sobre las iglesias alemanas y no a la ira contra el cristianismo en sí. La tesis más amplia de Steigmann-Gall resultó muy controvertida aunque, como señaló John S. Conway, las diferencias entre su tesis y el consenso anterior se referían principalmente al «grado y oportunidad» del anticlericalismo nazi.
Ese mismo año, Richard Carrier y Reinhold Mittschang pusieron en tela de juicio la validez histórica de los comentarios de las traducciones inglesa y francesa de Las conversaciones privadas en una nueva traducción parcial, y llegaron a calificarlos de «totalmente indignos de confianza», sugiriendo que habían sido alterados por Francois Genoud. Presentaron una nueva traducción de doce citas basadas en las ediciones alemanas de Picker y Jochmann, así como un fragmento de Bormann-Vermerke conservado en la Biblioteca del Congreso de Estados Unidos. Carrier sostiene que gran parte de la edición inglesa de Trevor-Roper es en realidad una traducción literal de la edición francesa de Genoud, no del original en alemán. La tesis de Carrier es que un análisis entre el texto alemán original de Picker y la traducción francesa de Genoud revela que la versión de Genoud es, en el mejor de los casos, una mala traducción, y en ciertos lugares contiene «distorsiones flagrantes». Muchas de las citas utilizadas para apoyar los argumentos a favor del anticristianismo de Hitler se derivan de la traducción de Genoud-Trevor-Roper. Carrier sostiene que nadie «que cita este texto está citando lo que realmente dijo Hitler».
En un nuevo prólogo de Hitler's Table Talk (edición inglesa), Gerhard Weinberg comentó que «Carrier ha mostrado el texto en inglés de Table Talk, que apareció originalmente en 1953 y que se reimprime aquí, deriva de la edición francesa de Genoud y no de uno de los textos alemanes». Citando el artículo de Carrier, Diethelm Prowe comentó que Table Talk de Trevor-Roper «ha demostrado ser una fuente totalmente poco confiable hace casi una década». Rainer Bucher, refiriéndose a los problemas planteados por Carrier, describió la traducción al inglés como «no solo de origen dudoso sino también de intención dudosa y base ideológica», eligiendo en cambio confiar en las ediciones alemana de Picker y Heim.
Por otro lado, Derek Hastings hace referencia al artículo de Carrier como «un intento de socavar la confiabilidad de las declaraciones anticristianas». La tesis de Carrier (que la traducción al inglés debe prescindirse por completo) no es aceptada por Steigmann-Gall, quien a pesar de hacer referencia a las controversias planteadas por Carrier, «finalmente presume su autenticidad». Johnstone anota que Richard Carrier solo ha demostrado como falsos 4 de los 42 comentarios anticristianos en Las conversaciones privadas sin discutir el resto y, por lo tanto, está lejos de tener éxito en eliminar la imagen histórica del carácter anticristiano de Hitler.